# Paul Berlenbach
Paul Berlenbach, soprannominato "The Astoria Assassin" (New York, 18 febbraio 1901 – 30 settembre 1985), è stato un pugile statunitense.
Fu eletto Fighter of the year (pugile dell'anno) dalla rivista statunitense Ring Magazine nel 1925.
Fu campione mondiale dei mediomassimi dal 30 maggio 1925, quando strappò la corona a Mike McTigue, fino al 16 luglio 1926, quando fu sconfitto dal suo nemico Jack Delaney. Il fondatore di Ring Magazine, Nat Fleischer, lo riteneva il numero 10 tra i mediomassimi di sempre.
La International Boxing Hall of Fame lo ha riconosciuto tra i migliori pugili di ogni tempo.

## Gli inizi
Professionista dal 1923.

## Carriera da professionista
Antagonista dei campioni Mike McTigue, Jack Delaney e Battling Siki.